# Giorgionisme
Le giorgionisme est le terme qui définit  le  style du peintre Giorgione (sa « manière »),  également celui  de ses disciples Giovanni Bellini et du jeune Titien, et de ses suivistes (ainsi on parlera du giorgionisme de Corot, et certains critiques de l'art en décèle des traces chez Le Caravage.). 